# Le Mas-d'Agenais
Le Mas-d'Agenais is een gemeente in het Franse departement Lot-et-Garonne (regio Nouvelle-Aquitaine). De plaats maakt deel uit van het arrondissement Marmande. Le Mas-d'Agenais telde op 1 januari 2022 1.486 inwoners.

## Geografie
De oppervlakte van Le Mas-d'Agenais bedroeg op 1 januari 2022 21,18 vierkante kilometer; de bevolkingsdichtheid was toen 70,2 inwoners per km².

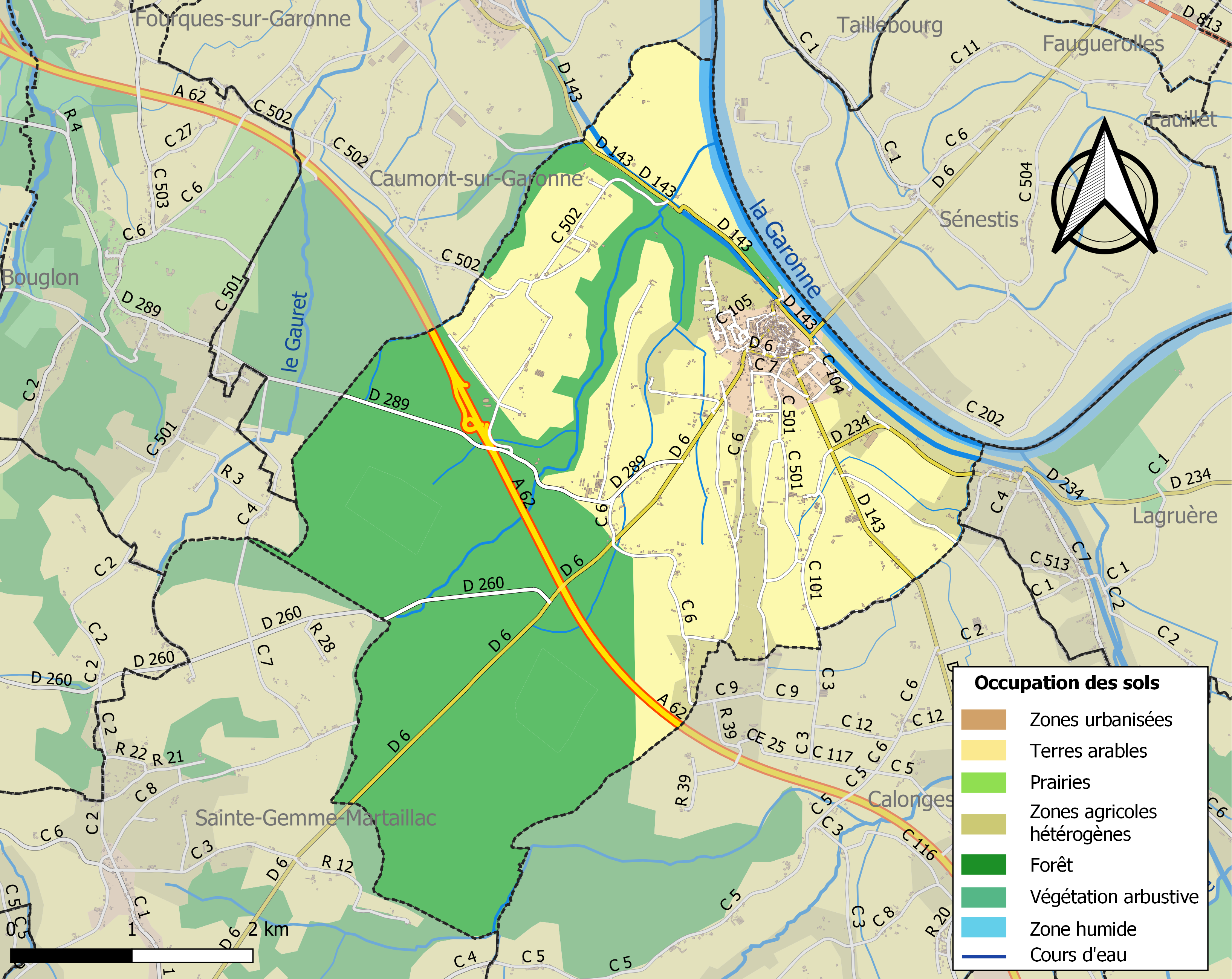
Kaart van de gemeente met de belangrijkste infrastructuur, bodemgebruik en omliggende gemeenten

## Demografie
Onderstaande figuur toont het verloop van het inwonertal (bron: INSEE-tellingen).